# The Coca-Cola Company
The Coca-Cola Company (NYSE: KO) — американська харчова компанія, найбільший у світі виробник і постачальник концентратів, сиропів і безалкогольних напоїв. Найвідомішим продуктом компанії є напій Coca-Cola. Штаб-квартира — в столиці штату Джорджія — Атланті.
Компанія Coca-Cola — найбільший у світі виробник пластикових відходів.

## Власники та керівництво
Компанія є однією із найбільших у США, її акції допущені до торгівлі на майданчику NYSE і входять в індекси DJIA і S&P 500.
10 найбільших акціонерів Coca-Cola на початку 2024 року були:
| Shareholder name                | Percentage |
| ------------------------------- | ---------- |
| Berkshire Hathaway              | 9.3%       |
| The Vanguard Group              | 8.6%       |
| BlackRock                       | 5.6%       |
| State Street Corporation        | 4.0%       |
| JP Morgan Investment Management | 2.1%       |
| Geode Capital Management        | 2.0%       |
| Fidelity Investments            | 1.8%       |
| Eaton Vance                     | 1.7%       |
| Charles Schwab Corporation      | 1.4%       |
| BlackRock Life                  | 1.4%       |
| Інші                            | 62.2%      |

Головою ради директорів і генеральний директор із липня 2008 року — Мухтар Кент (до цього часу ці посади займав Невілл Ісделл).

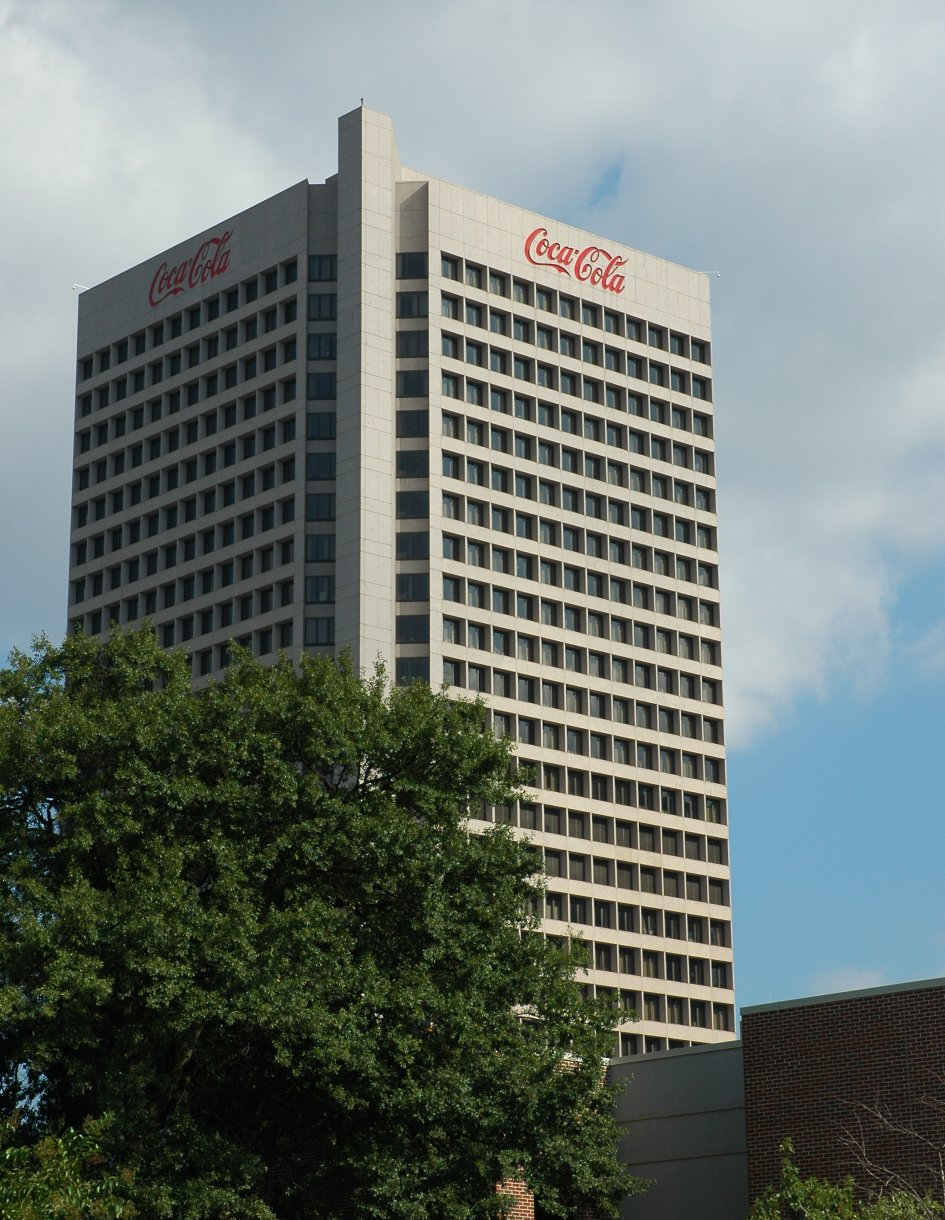
Одна із споруд The Coca-Cola Company в Атланті

## Діяльність
Основний бізнес компанії — безалкогольні напої. Компанія продає концентрати, сиропи та напої  у 193 країнах. Концентрати й сиропи продаються компаніям, що безпосередньо виготовляють напої.
У 2007 році продажі концентратів і сиропів під маркою «Coca-Cola» (і її варіацій) склали приблизно 53% в загальному об'ємі виторгу.
Компанії належить 5 із 6 найбільш продаваних світових брендів безалкогольних напоїв — Coca-Cola, Diet Coke, Fanta, Schweppes і Sprite.
Основною сировиною для компанії є харчові та нехарчові підсолоджувачі. Використовувані харчові підсолоджувачі в США — це фруктозний кукурудзяний сироп, поза межами США — сахароза. Основні нехарчові підсолоджувачі — аспартам, сахарин та ін.

### Реакція на російсько-Українську війну (2022)
В березні 2022 року, під час повномастшабного вторгнення окупаційних військ до України, багато всесвітньо відомих компаній відмовилися продовжувати співпрацю з агресором, закривши свій бізнес в Росії, Coca-Cola також заявила про вихід із Росії.

### Фінансові показники
Виторг компанії за 2009 рік склала $30,99 млрд (у 2008 році — $31,944 млрд), чистий прибуток — $6,91 млрд ($5,807 млрд).
Протягом останніх дванадцяти років (2000—2012) Coca-Cola є найвартіснішим брендом у світі. У 2009 році компанії вдалося збільшити вартість бренду на 3% і вона склала $68,7 млрд.
В різних країнах продукти, що виготовляються компанією, відрізняються.

### The Coca-Cola Company в Україні
Український філіал компанії Coca-Cola Hellenic Bottling Company називається Coca-Cola Beverages Ukraine Ltd, штаб-квартира і виробничі потужності знаходяться в смт Велика Димерка Київської області. Перше представництво в Україні було відкрито в 1992 році. За підсумками 2013 року доля України у виручці Coca-Cola Hellenic Group склала 3,1%. У першому півріччі виручка Coca-Cola Україна склала 1,2 млрд грн, чистий збиток склав 169 млн грн. Окрім дочірньої компанії з виробництва, в Україні незалежно функціонує ТОВ «Кока-Кола Україна Лімітед», що просуває бренд та контролює якість продукту.

## Підтримка світового спортивного руху

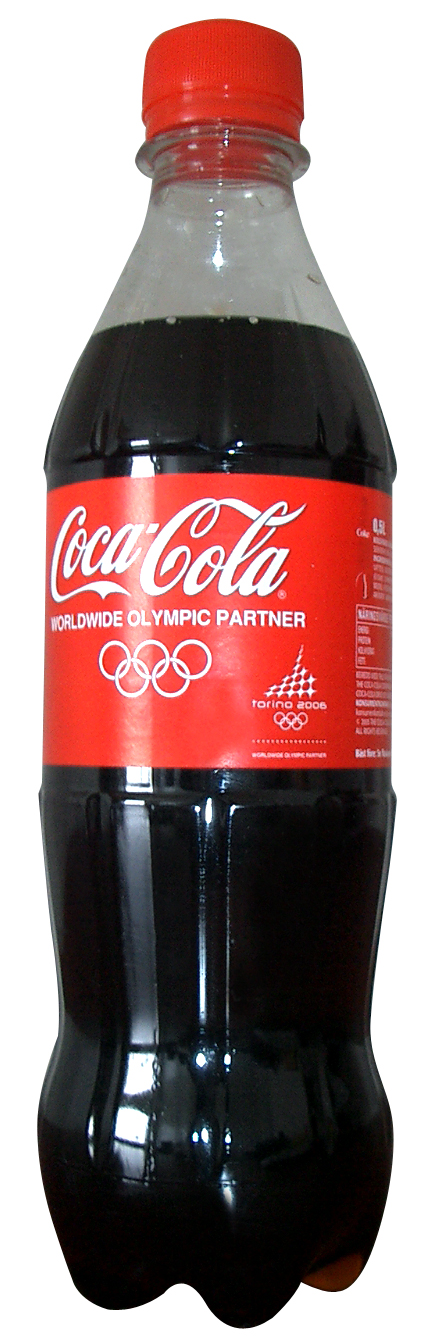
Пляшка «Кока-Коли» з емблемою олімпійського руху

The Coca-Cola Company — найстаріший спонсор олімпійського руху. Вперше в цій якості вона виступила в 1928 році. До 2013 року «Кока-Кола» співпрацювала більш ніж зі 190 національними Олімпійськими комітетами. Деякі факти участі компанії в організації олімпійських заходів:
- в 1932 році в Лос-Анджелесі «Кока-Кола» подарувала місцевому олімпійському стадіону табло олімпійських рекордів;
- в 1952 році на зимовій олімпіаді в Осло компанія надала вертоліт для збору коштів на користь норвезьких олімпійців; пізніше вертоліт допомагав регулювати дорожній рух в норвезькій столиці;
- на Олімпійських іграх 1960 року в Римі компанія зробила подарунок спортсменам і глядачам — грамплатівку із записом музичного хіта тих днів, пісні «Arrivederci Roma»;
- в 1964 році на олімпіаді в Токіо «Кока-Кола» взяла на себе видавництво безкоштовних карт міста, вуличних вказівників, проспектів про визначні пам'ятки Токіо і Японії, підготувала і випустила англо-японський розмовник, що набув великої популярності;
- в 1968 році «Кока-Кола» взяла на себе витрати за телевізійну рекламу Олімпіади в Мехіко, тим самим залучивши мільйони глядачів до духу та азарту найпрестижніших змагань у світі;
- в 1979 році «Кока-Кола» надала фінансову допомогу Національному олімпійському комітету США у створенні Американського олімпійського залу слави;
- в 1987 році «Кока-Кола» стала першим спонсором олімпійського музею в Лозанні, підписавши угоду з Міжнародним олімпійським комітетом на суму 1 млн $;
- в 1988 році відкривав та закривав зимові Олімпійські ігри в Калгарі так званий Всесвітній хор «Кока-Кола», у склад якого увійшли 43 хористи із 23 країн; хор виконував в тому числі одну із «титульних» мелодій олімпіади «Can’t You Feel It?»;
- з 1992 році функціонує радіо «Кока-Кола», яке в оперативному порядку транслює інформацію зі спортивних заходів під час олімпіад. У 2000 році на олімпіаді у Сіднеї по каналах цього радіо вели мовлення 58 радіостанцій із 13 країн світу;
- на олімпіаді в Атланті в 1996 році «Кока-Кола» організувала міжнародного ярмарку тематичних значків, в ході якої було обміняно близько 3 млн одиниць; такі ярмарки, присвячені Олімпійським іграм і фінансовані «Кока-Колою», стали традиційними;
- у 2002 році із нагоди Олімпійських ігор в Солт-Лейк-Сіті «Кока-Кола» замовила відомому художнику і дизайнеру П. Максу написати мозаїчний настінний візерунок. В мозаїку увійшли роботи, які були створені дітьми із всіх Сполучених Штатів під час олімпійської естафети у 2002 році. Макс скомпонував і оформив ці роботи у гігантському настінному панно, у якому в художній формі втілив дух Олімпіади.

### Організація і спонсорування естафети олімпійського вогню
З 1992 року компанія The Coca-Cola Company виступає серед організаторів і спонсорів естафети олімпійського вогню. З 1996 року — ексклюзивний представник цієї естафети, що взяв на себе основні турботи по її організації на олімпійських іграх в Атланті (1996), Нагано (1998), Солт-Лейк-Сіті (2002; одна із найбільших естафет за всю історію: загальна відстань 21 726 км, пройшла через 46 американських штатів), Афінах (2004), Турині (2006) і Пекіні (2008).
Для зимової Олімпіади у Ванкувері (2010) компанія The Coca-Cola Company (спільно із Королівським банком Канади) виступила організатором і спонсором естафети олімпійського вогню по території Канади. Естафета, що відбулася в період з 30 жовтня 2009 по 12 лютого 2010 року, охопила дистанцію близько 45 000 км, і пройшла через більш ніж 1000 населених пунктів; загальна кількість факелоносців (відібраних через громадські програми «Кока-Коли») перевищила 12 000 осіб.

### Підтримка чемпіонату світу з футболу
З 1974 року компанія The Coca-Cola Company — офіційний партнер ФІФА, а з 1978 року — офіційний спонсор чемпіонату світу з футболу. У 2006 році за ініціативою компанії оригінальний Кубок світу ФІФА вирушив у першу навколосвітню подорож (англ. Trophy Tour). Кубок подолав шлях довжиною в 102 570 км і об'їздив 31 місто у 29 країнах. Ще більш масштабним став наступний тур, який стартував 21 вересня 2009 року в Цюриху. Маршрут загальною протяжністю 138 902 км був прокладений через 83 країни світу.
За кожен гол, забитий на чемпіонаті світу FIFA 2010 і відзначений танцем, компанія The Coca-Cola Company надає грошове пожертвування в рамках міжнародної програми «Вода для шкіл», метою якої є забезпечення доступу загальноосвітніх шкіл на африканському континенті до чистої питної води.
Спеціальна програма компанії надає будь-якій людині шанс виступити офіційним прапороносцем і вивести команди на церемонію відкриття перед початком матчів чемпіонату світу з футболу в 2010 році.
На тому ж чемпіонаті компанія The Coca-Cola Company організує в Преторії спеціальний футбольний табір, де зберуться 250 підлітків зі всього світу.

## Продукція
Список продуктів, що випускаються The Coca-Cola Company в Україні:
- Coca-Cola
- Coca-Cola Light
- Coca-Cola Zero — напій з мінімальним вмістом цукру;
- Coca-Cola Vanilla
- Coca-Cola Lemon
- Coca-Cola Orange
- Coca-Cola plus coffee
- Coca-Cola plus coffee Caramel
- Fanta — напій з апельсиновим смаком, також випускається з іншими смаками (мандарин, лимон, яблуко, полуниця, ананас, виноград та ін.);
- Sprite — напій з лимонним смаком, що не містить барвників;
- Schweppes — серія газованих напоїв (тонік, імбирний ель та ін.);
- BonAqua — мінеральна вода;
- Rich — фруктовий сік;
- Fuze Tea — холодний чай, раніше випускався під брендом Nestea;
- Burn — енергетичний напій;
- Monster Energy — енергетичний напій.